# Horsarrieu
Horsarrieu é uma comuna francesa na região administrativa da Nova Aquitânia, no departamento Landes. Estende-se por uma área de 10,93 km². Em 2010 a comuna tinha 706 habitantes (densidade: 64,6 hab./km²).